# 偏微分方程數值方法
偏微分方程数值方法是数值分析的一个分支，研究如何得到偏微分方程(PDE) 的数值解。  
一般来说，对于双曲型方程、 抛物型方程或椭圆方程都有专门的数值方法。  

## 方法概述

### 有限差分法
在这种方法中，函数由它们在某些网格点处的值表示，并通过这些值的差分来近似导数。

### 有限元法
有限元法 (FEM)是一种数值技术，用于寻找微分方程边值问题的近似解。它使用变分法，以最小化误差函数和得到稳定的解。类似于连接许多短线可以逼近一个更大的圆的想法，FEM 是指通过在许多小的子区域（称为有限元）上构建许多简单的有限元方程以在更大的区域上逼近更复杂方程的一类方法。
将小区域上的方程联立后，有限元法一般会得到一个大的代数方程组。

### 有限体积法
有限体积法是一种以代数方程的形式表示和计算偏微分方程的方法 [LeVeque, 2002;托罗，1999]。类似于有限差分法或有限元法，取值是在网格上的离散位置计算的。 “有限体积”是指网格上每个节点周围的小体积，函数在这个节点的离散值被视为函数在这个小区域内的平均值。有限体积方法中，使用散度定理包含散度项的偏微分方程中的体积积分转换为曲面积分。然后将这些项作为每个有限体积表面处的通量进行求值。因为进入给定体积的通量与离开相邻体积的通量相同，所以这些方法是守恒的。有限体积法的另一个优点是它易于定制以使用于非结构化网格。该方法用于许多计算流体力学软件包。

### 谱方法
谱方法是在应用数学和科学计算中用于对某些微分方程进行数值求解的技术，通常会涉及到使用快速傅立叶变换。这个想法是将微分方程的解写为某些“基函数”的和（例如，在谱方法中常用的傅立叶级数，它是三角函数的和），然后选择出最符合微分方程的系数。
谱方法和有限元方法密切相关并且建立在相同的思想之上；它们之间的主要区别在于谱方法使用在整个域上非零的基函数，而有限元方法使用仅在小子域上非零的基函数。换句话说，谱方法采用全局逼近，而有限元方法使用局部逼近。部分出于这个原因，谱方法具有出色的误差特性，当解是光滑的时，所谓的“指数收敛”是最快的。然而，没有已知的三维单区域的谱方法激波捕获结果。 在有限元社区，有限元的阶非常高，或随当网格参数h 减小趋于零而增加的方法有时称为谱元法。

### 无网格方法
无网格方法不需要连接模拟域数据点的网格。无网格方法可以模拟一些其他困难类型的问题，但需要额外的计算时间和编程工作。

### 区域分解方法
域分解方法通过将边界值问题拆分为子域上的较小边界值问题并迭代以协调相邻子域之间的解决方案来解决边界值问题。每个子域一个或几个未知数的粗略问题用于进一步协调全局子域之间的解决方案。子域上的问题是独立的，这使得域分解方法适用于并行计算。域分解方法通常用作Krylov 空间迭代方法的预处理子，例如共轭梯度方法或GMRES 。

### 多重网格方法
数值分析中的多重网格方法（MG）是一组使用不同层次的离散化求解微分方程的算法。它们是称为多分辨率方法的一类技术的示例，在（但不限于）表现出多种行为尺度的问题中非常有用。例如，许多基本松弛方法对短波长和长波长分量表现出不同的收敛速度，这表明对这些不同尺度的处理方式不同，就像在多重网格的傅立叶分析方法中一样。  MG 方法可以用作求解器和预条件子。

## 比较
有限差分法通常被认为是最容易学习和使用的方法。有限元法和有限体积法广泛应用于工程和计算流体动力学中，非常适用于复杂几何体中的问题。如果解足够光滑，谱方法通常是最精确的。